# Tom et Jerry et le Crabe
 (mars 2017).
Si vous disposez d'ouvrages ou d'articles de référence ou si vous connaissez des sites web de qualité traitant du thème abordé ici, merci de compléter l'article en donnant les références utiles à sa vérifiabilité et en les liant à la section « Notes et références ».
Pour plus de détails, voir Fiche technique et Distribution.
Tom et Jerry et le Crabe (Salt Water Tabby) est le 31e court métrage d'animation de la série américaine Tom et Jerry réalisé par William Hanna et Joseph Barbera et sorti le 12 juillet 1947.

## Synopsis
Tom sort d'un club de plage, mais la porte se referme sur son maillot de bain. Il essaie de plonger dans l'océan, inconscient, mais il est tiré en arrière et s'écrase à travers la porte du club. Tom essaie à nouveau, mais l'eau se retire alors qu'il est dans les airs et Tom atterrit au milieu d'une pile d'ordures. Tom marche alors le long du rivage, mais il est distrait par une chatte attrayante lisant et s'écrase dans une poubelle qui, agissant comme une machine à sous, envoie le chat glisser, au milieu d'un tas d'ordures, là où la chatte est assise. Tom boit son soda et mange son hot-dog, à son grand désagrément, mais est alors frappé avec de la nourriture jeté de l'intérieur d'un panier de pique-nique par Jerry.
Tom essaye de frapper Jerry avec un flyswatter, mais Jerry jette de la nourriture dans les yeux de Tom. Jerry croise la main de Tom quand Tom le prend et se cache derrière deux rochers. Tom essaie de l'attraper, mais attrape plutôt un crabe, qui pince les moustaches de Tom. Tom tente de fuir, mais le crabe attrape sa queue et la déchiquette avec sa griffe. Tom poursuit Jerry, mais Jerry piège Tom à l'intérieur d'un parasol. Jerry évite alors le crabe et le conduit dans le costume de Tom, où le crabe pince le derrière de Tom et utilise sa griffe pour sortir du costume.
Jerry attrape alors une bouteille de soda, mais Tom ouvre la bouteille et claque la casquette sur la tête de Jerry. Jerry, incapable de voir, trébuche vers le crabe et utilise la griffe du crabe pour enlever le bonnet, évitant ainsi la tentative du crabe de l'attraper. Tom partage ensuite des sandwiches avec la chatte, mais Jerry fait glisser une coquille dans le sandwich de Tom, ce qui fait que Tom brise ses dents et remplace le sucre du café de Tom par du sable pendant que Tom ne regarde pas. Jerry donne de l'eau de mer à Tom quand il étouffe, et Tom le crache dans le visage de la chatte, mettant fin à leur courte amitié.
Tom semble alors emprisonner Jerry sous un seau de sable, mais Jerry est introuvable. Tom creuse dans le sable, mais Jerry, par derrière, remplit le trou, enterrant Tom. Jerry place alors la tapette à mouche de Tom dans le sable et la place dans le visage de Tom quand il réapparaît. Tom épluche une banane du panier de pique-nique, mais Jerry, à l'intérieur, le jette dans la bouche de Tom avant de l'emprisonner à nouveau dans un parapluie. Jerry saute dehors, mais reste coincé dans sa bouteille de soda. Tom secoue la bouteille, envoyant Jerry voler dans les airs et s'écraser sur une coquille de palourde. Jerry place ensuite des algues au-dessus d'un poteau de bois dans l'eau et dessine un visage dessus, éclaboussant et faisant semblant de crier au secours. Tom plonge dans l'océan, mais s'écrase sur le poteau alors qu'un raz-de-marée frappe.
Tom poursuit Jerry, mais Jerry enlève l'air d'un cheval de plage gonflable qui se dirige vers Tom. Tom ouvre la bouche d'effroi et l'avale ainsi, faisant sortir Tom de son maillot de bain. Tom vole partout sur la plage, avec Jerry se cachant dans le maillot de bain de Tom, avant que Tom plane dans les airs. L'air dans le cheval de la plage s'épuise alors, envoyant Tom s'effondrer vers le sol, dans un bassin de marée. Tom émerge pour trouver Jerry s'enfuyant en utilisant le panier pique-nique comme un bateau, et son maillot de bain comme une voile.